# Relaciones España-Noruega
Las relaciones España-Noruega son las relaciones bilaterales entre el Reino de Noruega y el Reino de España. Ambos países forman parte del espacio Schengen. Son también miembros del BERD, la BIPM, la CEI, la CEPAL, la CEPE, la OCDE, la ONU y la OTAN.
España es un socio importante para Noruega en Europa y mantienen una estrecha cooperación en el ámbito político, comercial y cultural. Ambos países tienen intereses comunes, tanto en Europa como a nivel global. El embajador noruego, Johan Vibe, clasificó las relaciones entre España y Noruega como excelentes, muy cercanas y cordiales. La Fundación Princesa Cristina de Noruega fue creada para fortalecer las relaciones hispano-noruegas.

## Relaciones bilaterales
Las relaciones políticas bilaterales hispano-noruegas han transcurrido tradicionalmente en un tono de amistad y cordialidad, existiendo un diálogo político continuo en temas de mutuo interés. Esta relación bilateral cuenta con unos importantes activos permanentes, como la excelente relación entre las casas reales de ambos países y los numerosos contactos personales creados por el flujo de más de un millón de noruegos que visita España anualmente (casi ¼ de la población), siendo España el principal destino turístico de los noruegos, lo que genera una corriente de simpatía y un interés creciente por la lengua y la cultura españolas. Además, los noruegos son la comunidad europea que más crece en Arguineguín, Mazarrón, Torrevieja y Alfaz del Pi (siendo esta última la segunda colonia de noruegos más grande del mundo, solo por detrás de Londres). Aproximadamente, 50.000 noruegos consideran a España su hogar (casi el 1% de la población de Noruega).
España y Noruega también mantienen una positiva colaboración en las organizaciones multilaterales, especialmente en la ONU. España y Noruega han sido además, los dos copatrocinadores del V Congreso mundial contra la pena de muerte, que se celebró en Madrid en junio de 2013.
Las relaciones de gobierno a gobierno mantienen, por su parte, un tono positivo en todas sus dimensiones, con algunos elementos importantes de cooperación bilateral, como por ejemplo en materia de defensa. Existe un cierto interés bilateral mutuo, ya que las fuerzas armadas españolas están interesadas en utilizar los recursos de adiestramiento en condiciones de frío extremo de que disponen las fuerzas armadas noruegas y, recíprocamente, las fuerzas armadas noruegas tiene interés por el adiestramiento en climas áridos como los que existen en algunas zonas de España.
Sin embargo, el buen nivel de las relaciones bilaterales no impide que exista un punto donde las divergencias se mantienen: la pesca en el archipiélago Svalbard. Dejando a salvo la cuestión jurídica de fondo, las autoridades pesqueras de ambos países mantienen conversaciones periódicas de carácter técnico, para clarificar el marco en el que se desarrolla la actividad pesquera española en Noruega.

## Relaciones económicas
Tradicionalmente ha existido un desequilibrio comercial entre ambos países debido a las compras de petróleo y gas noruegos, que suponen alrededor del
70% de las importaciones españolas. En cambio, la exportación española a Noruega está muy diversificada en sus productos: barcos, automóviles, maquinaria y sector agroalimentario, entre otros. La balanza de servicios compensa en parte lo anterior, fundamentalmente gracias al turismo: 1.540.000 noruegos (sobre una población de cinco millones de habitantes) visitan anualmente España (2014). A lo largo de 2014 visitaron España 1.533.295 noruegos (sobre una población de cinco millones de habitantes), lo que supone un crecimiento del 1% respecto de 2013. Durante los cinco primeros meses de 2015 se observó una cierta disminución del número de turistas noruegos a España, y en dicho período 521.778 noruegos habían visitado España (disminución del -9,3% respecto del mismo período del año anterior).

## Misiones diplomáticas
- España tiene una embajada en Oslo, acreditada también para Islandia.[10]
- Noruega tiene una embajada en Madrid,[11] y consulados-honorarios en Algeciras, Barcelona, Benidorm, Bilbao, Gijón, Gerona, La Coruña, Las Palmas de Gran Canaria, Málaga, Palma de Mallorca, Sevilla, Santa Cruz de Tenerife, Torrevieja y Valencia.[12]